# Megiddo
Megiddo (hebr. ‏מגידו‎, arab. ‏تل المتسلم, Tell el-Mutesellim‎; pol. Miejsce tłumów) – starożytne miasto i stanowisko archeologiczne znajdujące się w Dolnej Galilei, na północy Izraela. Od 1966 roku obszar chroniony jest przez Park Narodowy Megiddo (hebr. גן לאומי תל מגידו; ang. Megiddo National Park). W 2005 roku obszar został zarejestrowany wraz z ruinami miast Chasor i Beer Szewa na liście światowego dziedzictwa kultury UNESCO.

## Położenie

Mapa ilustrująca położenie Megiddo między Doliną Jezreel, płaskowyżem Wyżyny Menassesa, Wadi Ara i równiną przybrzeżną

Wzgórze Tell Megiddo wznosi się na wysokość 167 m n.p.m. u północnego wylotu z Wadi Ara do Doliny Jezreel, w Dolnej Galilei na północy Izraela. Po stronie zachodniej wznosi się płaskowyż Wyżyny Manassesa. Wśród tamtejszych wzgórz dominuje Giwat Joszijahu (235 m n.p.m.), z którego zboczy spływa strumień Megiddo. Po stronie południowej znajduje się wadi strumienia Keini, natomiast na wschodzie rozciąga się urodzajna Dolina Jezreel. Na południowy zachód od wzgórza jest położony kibuc Megiddo.

## Historia

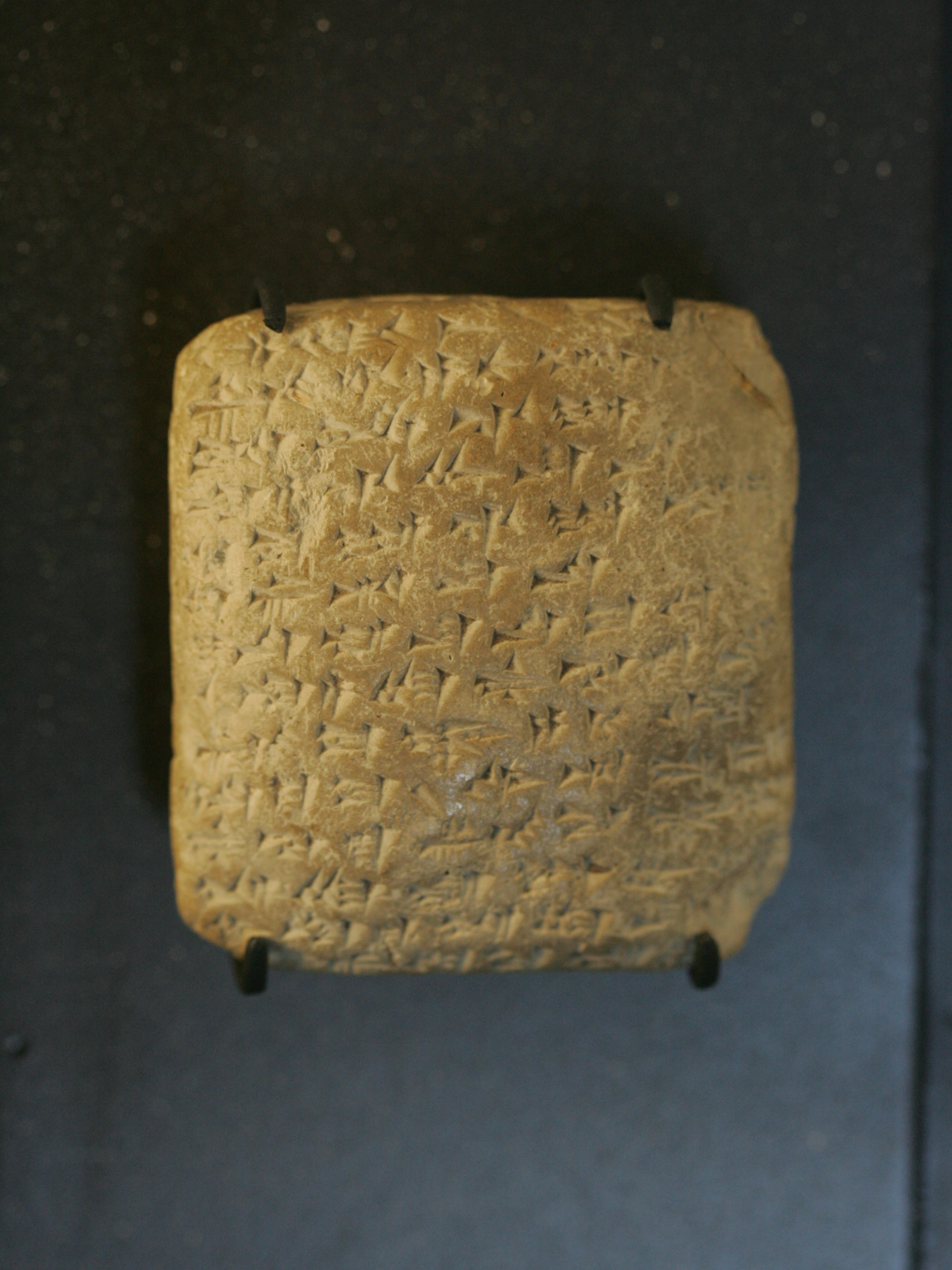
Megiddo na tabliczce listów z Amarna

Wzgórze Tell Megiddo jest stanowiskiem archeologicznym typu tell. Odkryto na nim 20 kolejnych warstw historycznych. Samo wzgórze wznosi się zaledwie 60 metrów powyżej dna Doliny Jezreel, jednak zajmuje strategiczną pozycję na skrzyżowaniem ważnych dróg prowadzących z Zatoki Hajfy do Bet Sze’an i Doliny Jordanu, oraz z równiny Szaron do Wzgórz Golan i dalej do Damaszku.
Jeszcze w starożytności dostrzeżono znaczenie tego miejsca, które umożliwiało sprawowanie kontroli nad skrzyżowaniem szlaków handlowych i stanowiło klucz do obrony Doliny Jordanu (od południa) i równiny przybrzeżnej (od północy). Kontrola nad wejściem do Wadi Ara umożliwiała czerpanie zysków ze starożytnego szlaku handlowego Via Maris, łączącego Egipt z Asyrią. Dodatkowym korzystnym czynnikiem była żyzność ziem Doliny Jezreel oraz dostępność wody i innych potrzebnych surowców w okolicy.
Wszystko to razem powodowało, że już od najdawniejszych czasów Tell Megiddo było zamieszkane. Najstarsze ślady osadnictwa pochodzą z chalkolitu z IV tysiąclecia p.n.e. W owym czasie istniała tutaj niewielka wioska. Na początku III tysiąclecia p.n.e. (epoka brązu) Megiddo było już miastem otoczonym murami obronnymi. Domy były położone przy utwardzonych ulicach, które z czasem wyposażono w kanalizację.
W XX wieku p.n.e. Megiddo było warownym miastem z bogatą świątynią. Całe miasto zajmowało powierzchnię około 20 hektarów, a na wzgórzu wznosiła się cytadela. Większość ludności mieszkała na wschodnich zboczach wzgórza, chroniąc się w cytadeli w razie niebezpieczeństwa.
Po kolejnej przebudowie miasta zauważalne jest wyodrębnienie się władzy świeckiej od religijnej – powstał pałac w pobliżu bramy miejskiej. Prace archeologiczne odkryły między innymi tzw. „wyżynę” kananejską – wielki kopiec o charakterze kultowym (XIX wiek p.n.e.), system zaopatrzenia miasta w wodę, mury obronne wraz z bramami, zbudowane w podobny sposób jak w Gezer i Chasor. Nazwa miasta Megiddo pojawia się w grupie egipskich tekstów złorzeczących z XX-XVIII wieku p.n.e.
Warstwy archeologiczne z końca XIX wieku p.n.e. wskazują na upadek kultury miejskiej Megiddo. Na ruinach starożytnego miasta zamieszkała ludność koczownicza tworząca tymczasowe struktury budowlane. Okres ten jednak bardzo szybko minął, gdyż wykopaliska ujawniły kolejne ślady życia miejskiego z odnalezionymi fragmentami ceramiki.
W XVII wieku p.n.e. rozpoczęła się nowa era w historii Megiddo – miasto otrzymało status miasta-państwa. Wybudowano wówczas nowe fortyfikacje, powstał nowy pałac, przy którym zbudowano nową bramę. Zniszczenia kolejnej warstwy archeologicznej wskazują, że miasto zostało zniszczone. Wykopaliska z XVI wieku p.n.e. ujawniły bogaty zbiór narzędzi oraz rozbudowane wschodnie skrzydło pałacu. Jednak do najciekawszych artefaktów należy zbiór rzeźb z kości słoniowej pochodzący z Egiptu i Lewantu. Zbiór nosi nazwę „Kość słoniowa z Megiddo” i zawiera 380 rzeźbionych przedmiotów. Do najpiękniejszych należy kwadratowa rzeźba z wizerunkami lwów i sfinksów. Na początku XV wieku p.n.e. miasto weszło w koalicję z Kananejczykami, którzy mieli wsparcie militarne imperium Mitanni. W 1478 roku p.n.e. Megiddo otwarcie wystąpiło przeciwko władzy egipskiej. Doszło wówczas do bitwy pod Megiddo, w której wojska faraona Totmesa III rozbiły koalicję książąt syryjskich. Samo miasto zostało zdobyte i zniszczone. Megiddo szybko stało się twierdzą i ważnym ośrodkiem egipskiej administracji w regionie. Następnie Megiddo pojawia się w listach z Amarna, które są datowane na XIV wiek p.n.e. (EA 234, 242, 243, 244, 245, 246, 248 i 365). Około 1350 roku p.n.e. miasto zostało ponownie zniszczone i odbudowane. W połowie XIII wieku p.n.e. na tutejsze wybrzeża zaczęły napływać „ludy morza”, za których sprawą Megiddo zostało zniszczone.
Mniej więcej w tym okresie doszło do podboju Kanaanu przez Hebrajczyków. Wówczas to Megiddo po raz pierwszy pojawia się w Biblii. Podczas podboju ziemi, Jozue pokonał między innymi króla Megiddo. Podczas podziału Ziemi Izraela pomiędzy plemiona, Megiddo wraz z mieszkańcami przypadło plemieniu Manassesa, Izraelici nie zdołali jednak zdobyć samego miasta. Z upływem czasu mieszkańcy Megiddo uznali zwierzchność Izraelitów nad sobą i pracowali przy różnych pracach publicznych. Walka z Kananejczykami była kontynuowana także po śmierci Jozuego, jednak Megiddo nie zostało zdobyte i przez długie lata pozostawało ono w rękach Kananejczyków oraz Filistynów. Z racji swojego położenia, w pobliżu Megiddo dochodziło do licznych bitew, które często rozstrzygały o losach całych wojen. W drugiej połowie X wieku p.n.e. miasto zostało splądrowane przez egipskie wojska faraona Szeszonka I, który jednak szybko wycofał się z tego obszaru. Dopiero za czasów króla Dawida miasto weszło w skład Królestwa Izraela, a swój największy rozkwit osiągnęło pod panowaniem króla Salomona. Salomon rozbudował miasto, które zajmowało wówczas powierzchnię około 6 hektarów, oraz otoczył je potężnymi murami o szerokości 3,5 metrów i wysokości 6 metrów. Pusta przestrzeń pozostawiona we wnętrzu murów, służyła jako magazyny. Przy wschodniej bramie powstał nowy pałac, a po stronie zachodniej wybudowano cztery duże budynki administracyjne. Miasto było prawdziwym klejnotem królestwa Izraelitów, nazywanym Miastem Rydwanów.

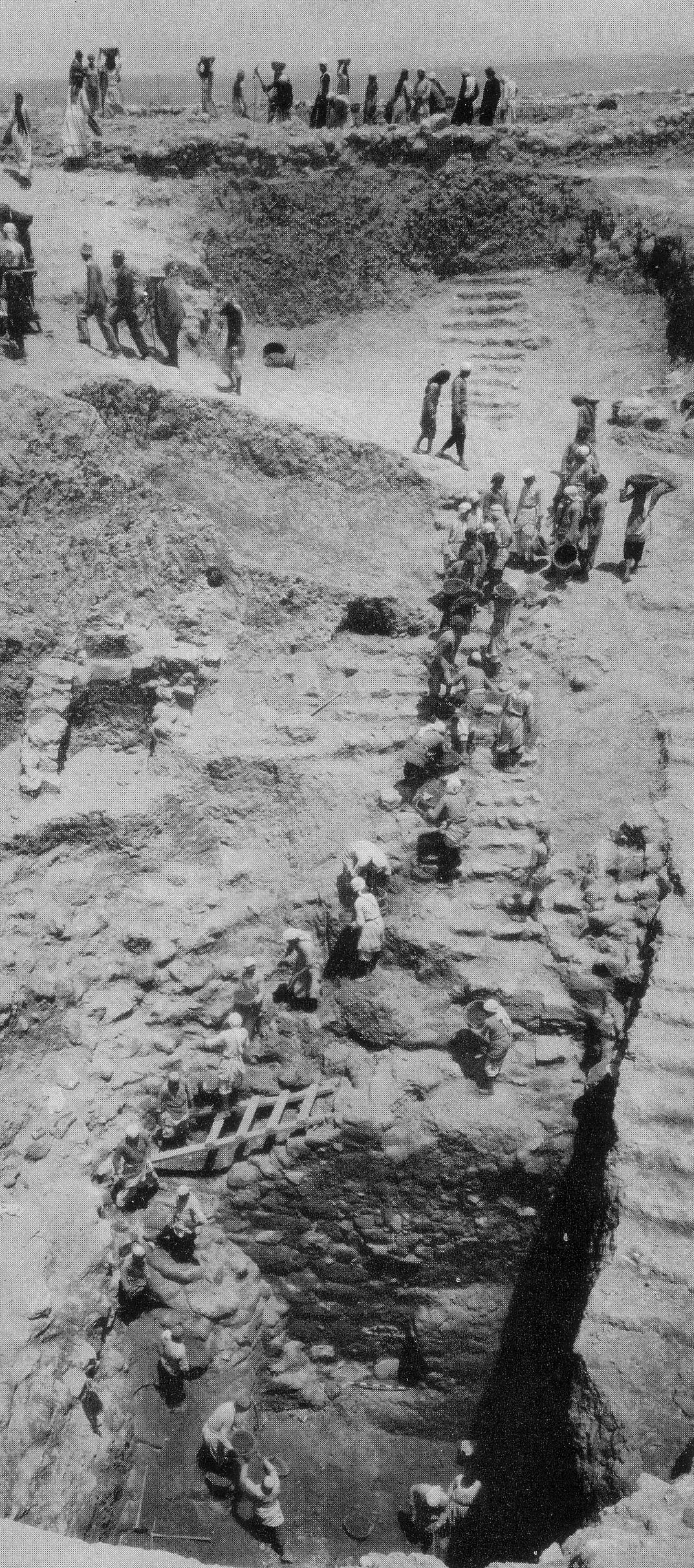
Wykopaliska w latach 1925–1939

Po rozpadzie królestwa, Megiddo weszło w skład północnego Królestwa Izraela. Za panowania króla Omri w IX wieku p.n.e. wybudowano nową bramę obronną, a z czasów króla Achaba pochodzą stajnie mogące pomieścić nawet kilka tysięcy koni do rydwanów. Rozbudowując fortyfikacje wykopano głęboki tunel podziemny umożliwiający dostęp do źródeł wody. W 841 roku p.n.e. w Megiddo zmarł król judzki Ochozjasz. Około 835 roku p.n.e. Królestwo Izraela najechał asyryjski król Chazael, który zniszczył Megiddo i całe północne królestwo.
Następni królowie izraelscy zręcznie odzyskali utracone terytorium i rozpoczęli odbudowę zniszczonej twierdzy. Za czasów Jeroboama II Megiddo odzyskało swoje znaczenie. Miasto zbudowano w oparciu o sieć równoległych i przecinających się ulic. Wykopaliska odkryły duże silosy na zboże. Jednak słabość ówczesnych fortyfikacji wskazuje na osłabienie militarne i gospodarcze, co było charakterystyczne dla końcowej fazy istnienia Królestwa Izraela.
Po śmierci króla Jeroboama II doszło do wewnętrznej walki o władzę, dzięki czemu Asyryjczycy z łatwością podbili Izrael. W 734 roku p.n.e. Megiddo zostało zdobyte, jednak tym razem nie zniszczono go. Miasto zostało przekształcone w nowe centrum asyryjskiej administracji, a tutejsze stajnie koni były siedzibą elitarnej jednostki jazdy asyryjskiej. Prowadziła ona wojny z położonym na południu Królestwem Judy. Podczas panowania króla judzkiego Jozjasza doszło do załamania potęgi Asyrii. Jozjasz podjął próbę powstrzymania Egiptu przed zajęciem obszarów dawnego północnego Królestwa Izraela i zastąpił drogę wojskom faraona Necho II pod Megiddo w 609 roku p.n.e. Bitwa pod Megiddo zakończyła się klęską, a sam król poległ. Miasto Megiddo zostało zniszczone i nigdy już nie odzyskało swojej świetności.
W warstwie wykopalisk z VI wieku p.n.e. widnieją pozostałości niewielkiego fortu, który zapewne pełnił funkcję koszarów wojsk perskich. Fort został opuszczony wraz z upadkiem Persji. O mieście Megiddo wspominał jeszcze prorok Zachariasz w jednym ze swoich proroctw. Nowy Testament używa nazwy tego miasta jako symbolu dla ostatniej bitwy: Har-Magedon („wzgórze Megiddo”).
Pod koniec IV wieku p.n.e. wojska macedońsko-greckie podbiły Azję Mniejszą, Syrię i Fenicję. Aleksander Macedoński założył w Megiddo nowe miasto, było ono jednak położone już poza starożytnym wzgórzem Tell Megiddo. Przetrwało ono do czasów stłumienia w 135 roku n.e. żydowskiego powstania Bar-Kochby przez rzymian. Rzymski cesarz Hadrian rozkazał wówczas zbudowanie przy tutejszym skrzyżowaniu dróg obozu nazwanego Legio (pol. Legion). W ten sposób Rzymianie strzegli strategicznego przejścia Wadi Ara, oraz kontrolowali linię komunikacyjną łączącą nadmorską równinę z Doliną Jezreel. Gdy w III wieku rzymskie wojska zostały wycofane, Legio stało się miastem o nazwie Maximianopolis, na cześć cesarza Maksymiana.
Po podboju muzułmańskim nazwę osady zmieniono na Ladżdżun (arabskie słowo „ladżdżun” wywodzi się z rzymskiego „legio”, i oznacza legion). Krzyżowcy przywrócili mu rzymską nazwę Legio, ale używali także nazw Ligum i le Lyon. W 1182 roku miasto ponownie zajęli muzułmanie, którzy powrócili do nazwy Ladżdżun.
W 1596 roku miasto Ladżdżun zostało włączone do Imperium osmańskiego. Walki wewnętrzne toczone w drugiej połowie XVIII wieku spowodowały stopniowy upadek miasta, i jego degradację do statusu wioski. W trakcie działań wojennych I wojny światowej doszło w pobliżu do bitwy pod Megiddo (1918). Brytyjskie wojska złamały opór Turków i przejęły kontrolę nad Palestyną. W 1922 roku formalnie utworzono Brytyjski Mandat Palestyny.
Podczas I wojny izraelsko-arabskiej pod koniec maja 1948 roku siły żydowskie zajęły i zniszczyły arabską wioskę Ladżdżun. Na początku 1949 roku powstał tutaj żydowski kibuc Megiddo. Kiedy w 1964 roku papież Paweł VI odwiedził Izrael Izrael, ze względu na znaczenie Megiddo dla judaizmu i chrześcijaństwa, wybrał to miejsce na spotkanie z prezydentem Izraela Zalmanem Szazarem i premierem Lewim Eszkolem. Dla ochrony parku archeologicznego w styczniu 1966 roku utworzono Park Narodowy Megiddo. Miejsce to zostało w 2005 roku wpisane na listę światowego dziedzictwa kultury UNESCO (wraz z ruinami miast Chasor i Beer Szewa).

### Asyryjska prowincja Megiddo
Asyryjska prowincja Megiddo utworzona została z północnej części królestwa Izraela po tym, gdy ziemie te zostały zdobyte i przyłączone do Asyrii przez króla Tiglat-Pilesera III (744–727 p.n.e.). O wydarzeniach tych milczą wprawdzie inskrypcje tego władcy, ale wzmianka o nich znalazła się w Biblii (2 Krl 15,29). Przypuszcza się, iż miały one miejsce w 732 r. p.n.e., w trakcie wyprawy wojennej Tiglat-Pilesara III, która doprowadziła do zajęcia i zaanektowania Damaszku. Stolicą nowej prowincji stało się miasto Megiddo (asyryjskie Magiddû), które dało prowincji swą nazwę. Prowincja wzmiankowana jest w tekstach administracyjnych z czasów panowania Sargona II (722–705 p.n.e.). Gubernator Megiddo o imieniu Issi-Adad-anenu pełnił za rządów Asarhaddona (680–669 p.n.e.) urząd limmu w 679 r. p.n.e.

### Praca archeologiczne
Pierwsze wykopaliska archeologiczne w Megiddo przeprowadzono w latach 1903–1905. Prowadził je amerykański archeolog Gottlieb Schumacher. W latach 1925–1939 były one kontynuowane przez wyprawę archeologiczną z University of Chicago, dzięki wsparciu finansowemu Johna Rockefellera. W latach 1960–1967 wykopaliskami kierował Jigael Jadin. Od 1994 roku nadzór nad pracami sprawuje Uniwersytet Telawiwski, oraz archeolodzy Israel Finkelstein i David Ussishkin. Prace archeologiczne odsłoniły pozostałości z dwudziestu odrębnych okresów historycznych od 4000 do 400 roku p.n.e. Dostrzeżenie jednak dawnej świetności tego starożytnego miasta wymaga obecnie dużej wyobraźni, ponieważ pozostały po nim jedynie ruiny.

## Park narodowy

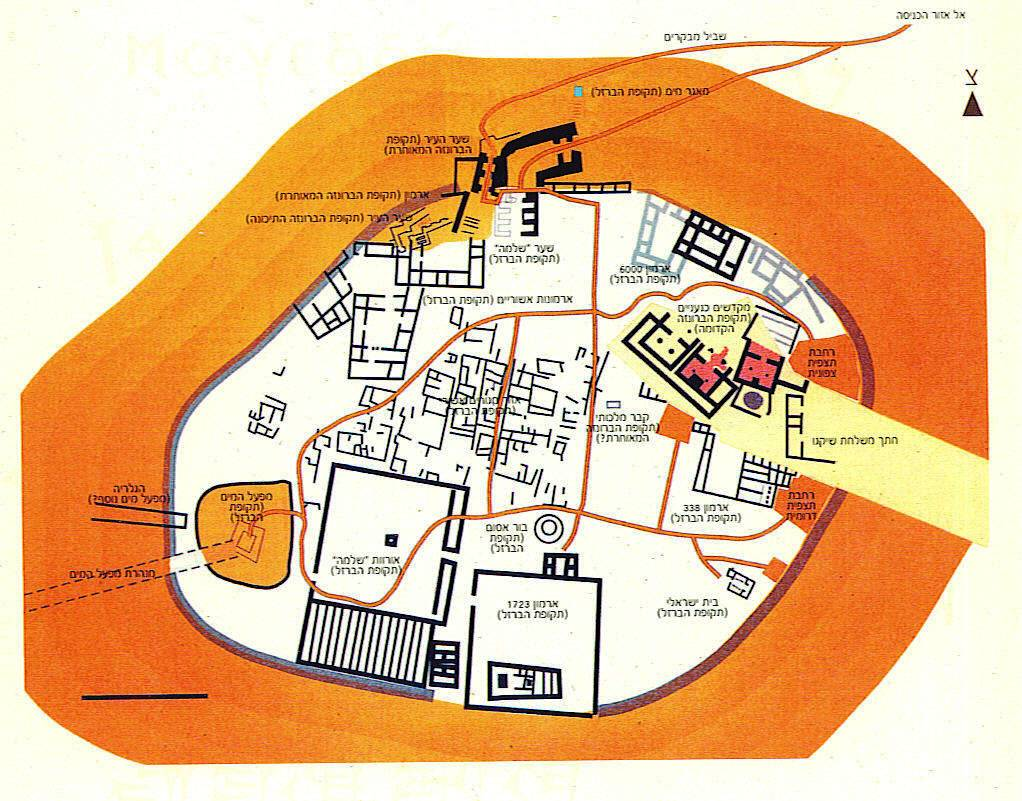
Mapa turystyczna wzgórza Tell Megiddo
Makieta starożytnego miasta Megiddo
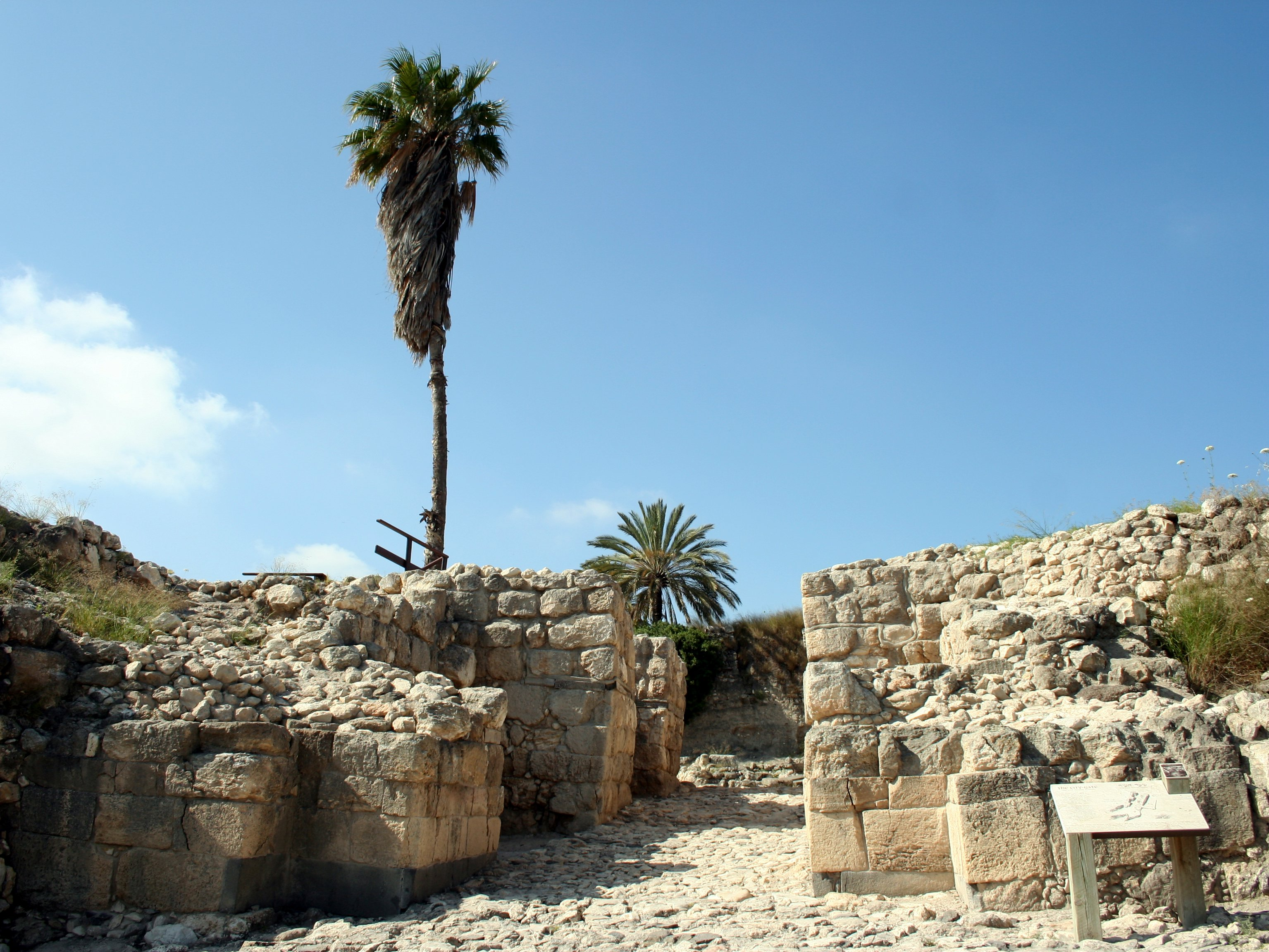
Pozostałości kananejskiej bramy miejskiej Megiddo
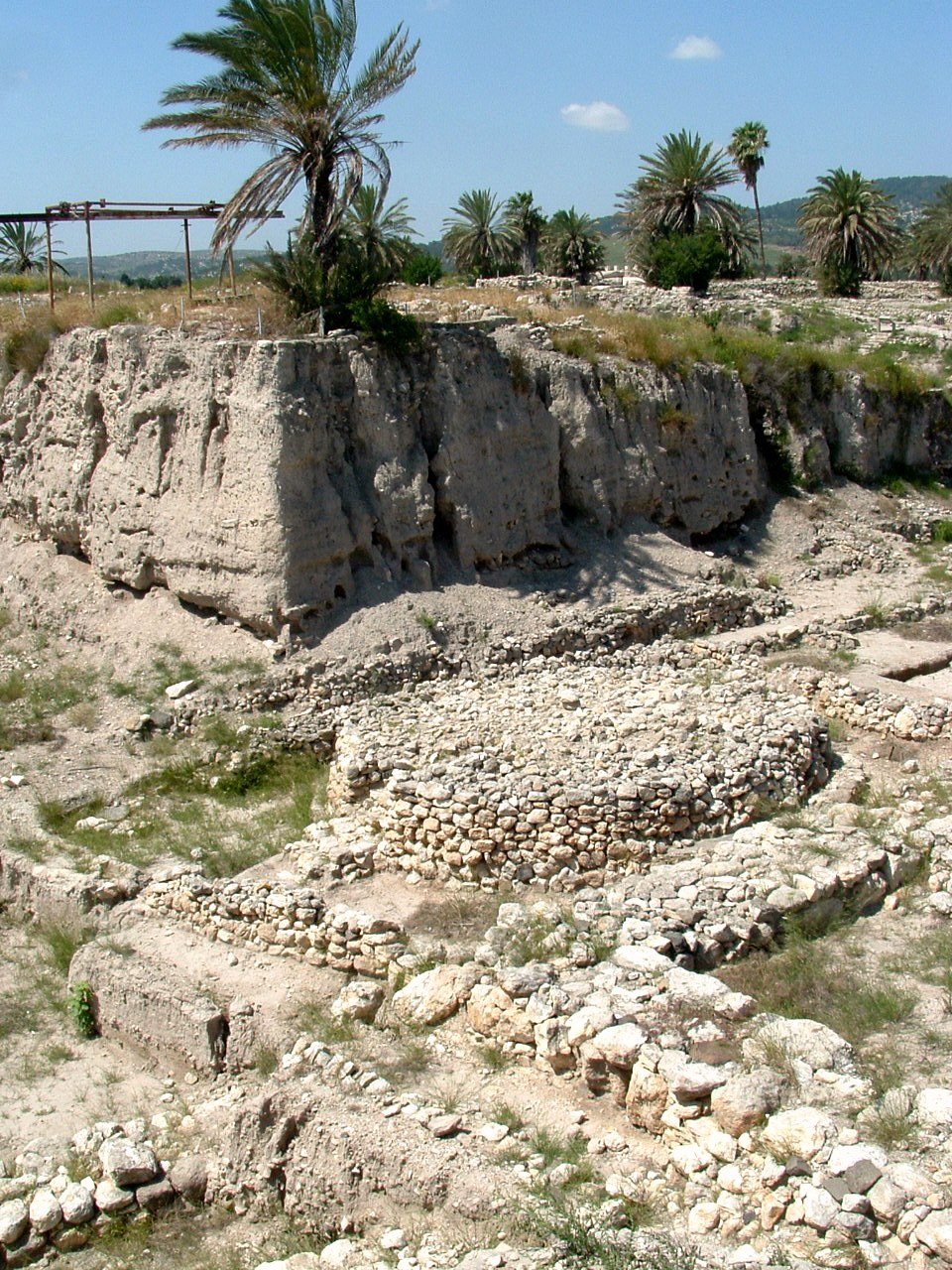
Okrągły ołtarz ze starożytnej świątyni w Megiddo
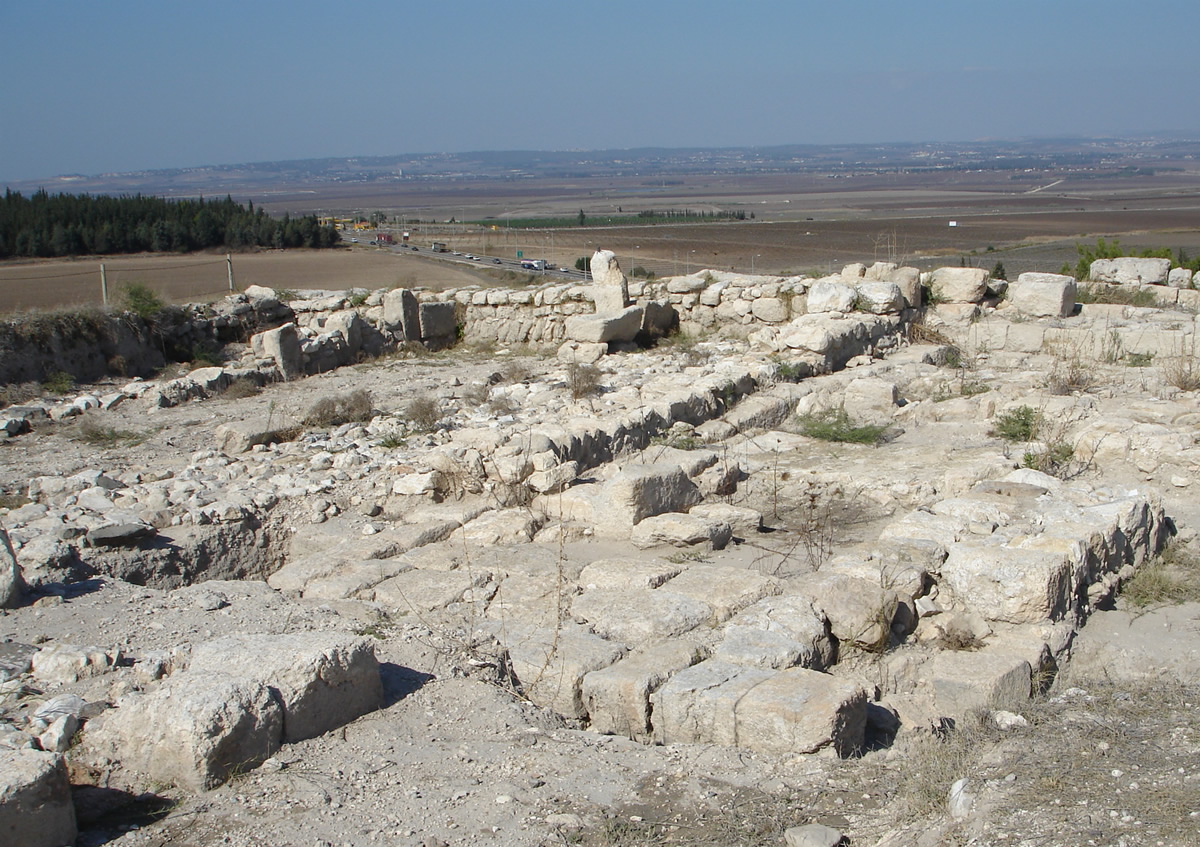
Ruiny Megiddo
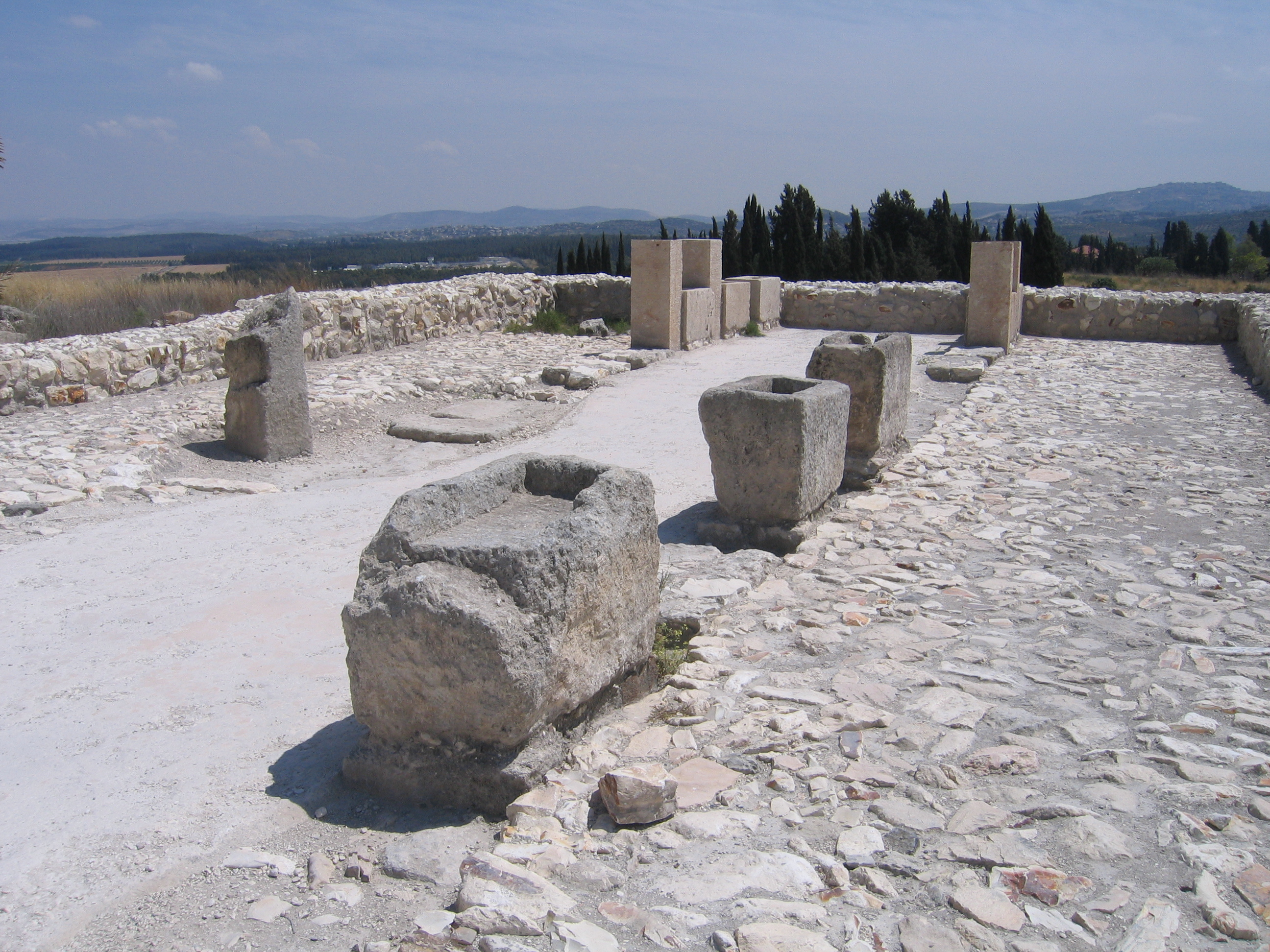
Kamienne bloki
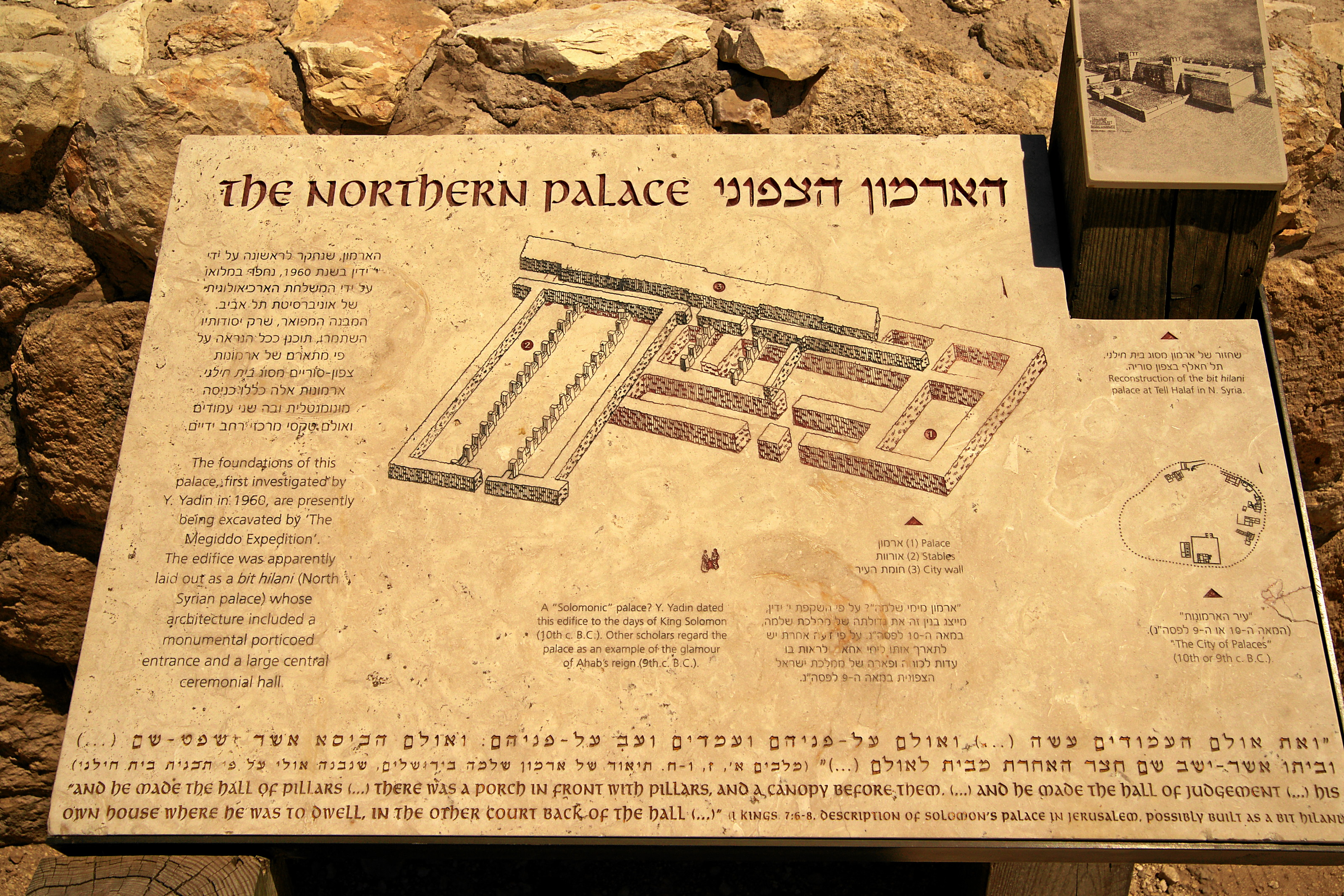
Tablica z opisem północnego pałacu
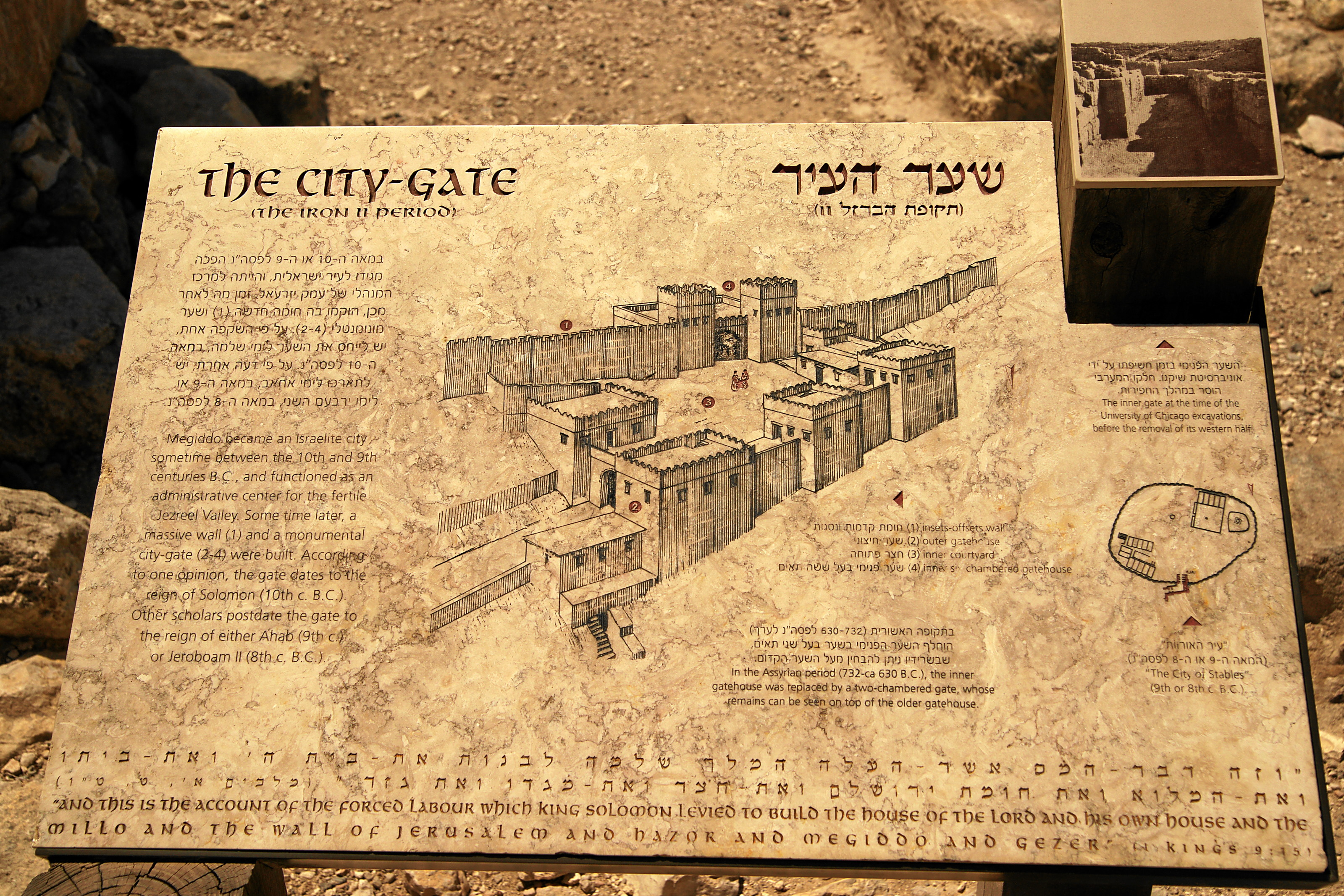
Tablica z opisem bramy miejskiej
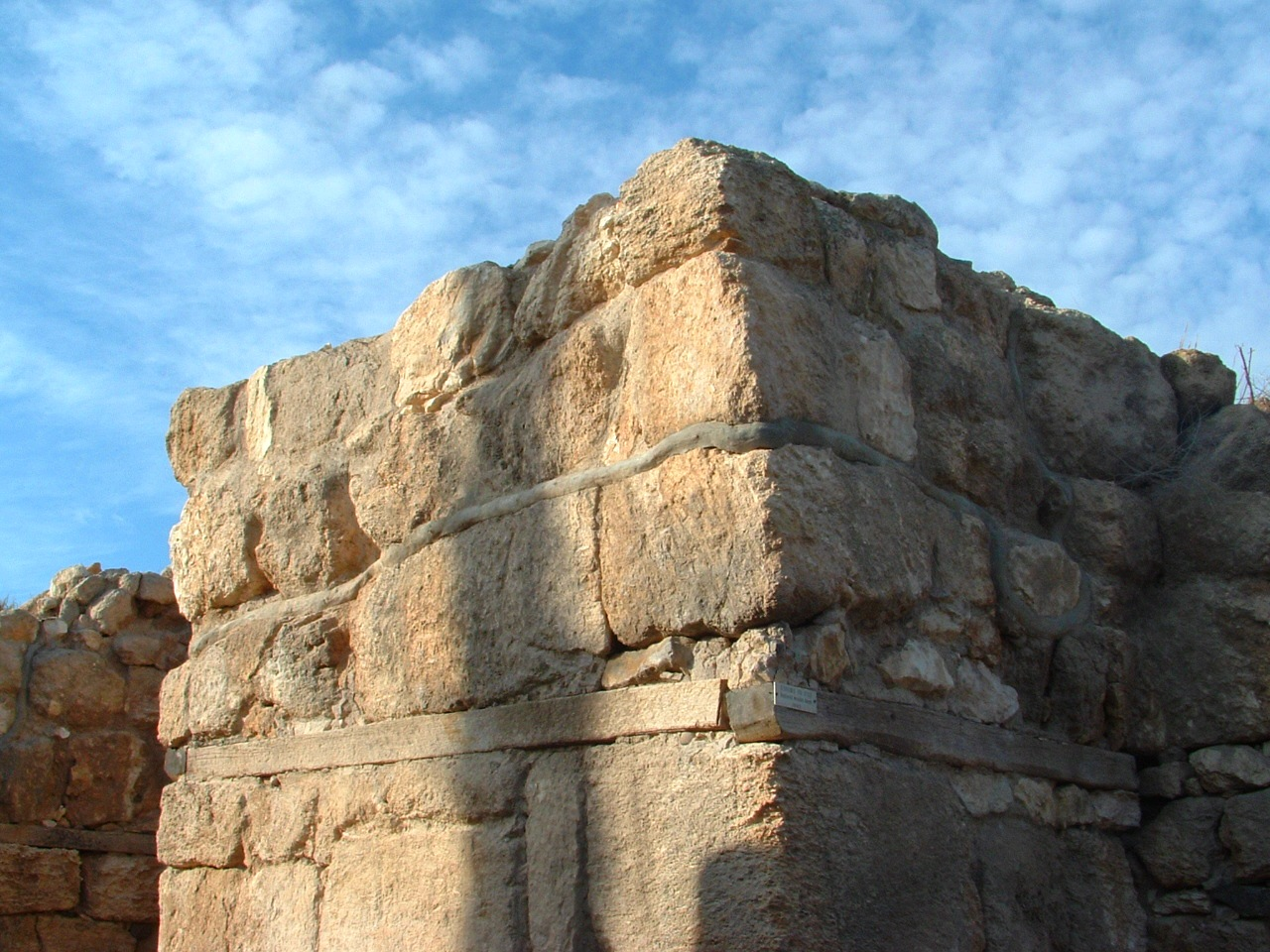
Rekonstrukcja muru przy bramie
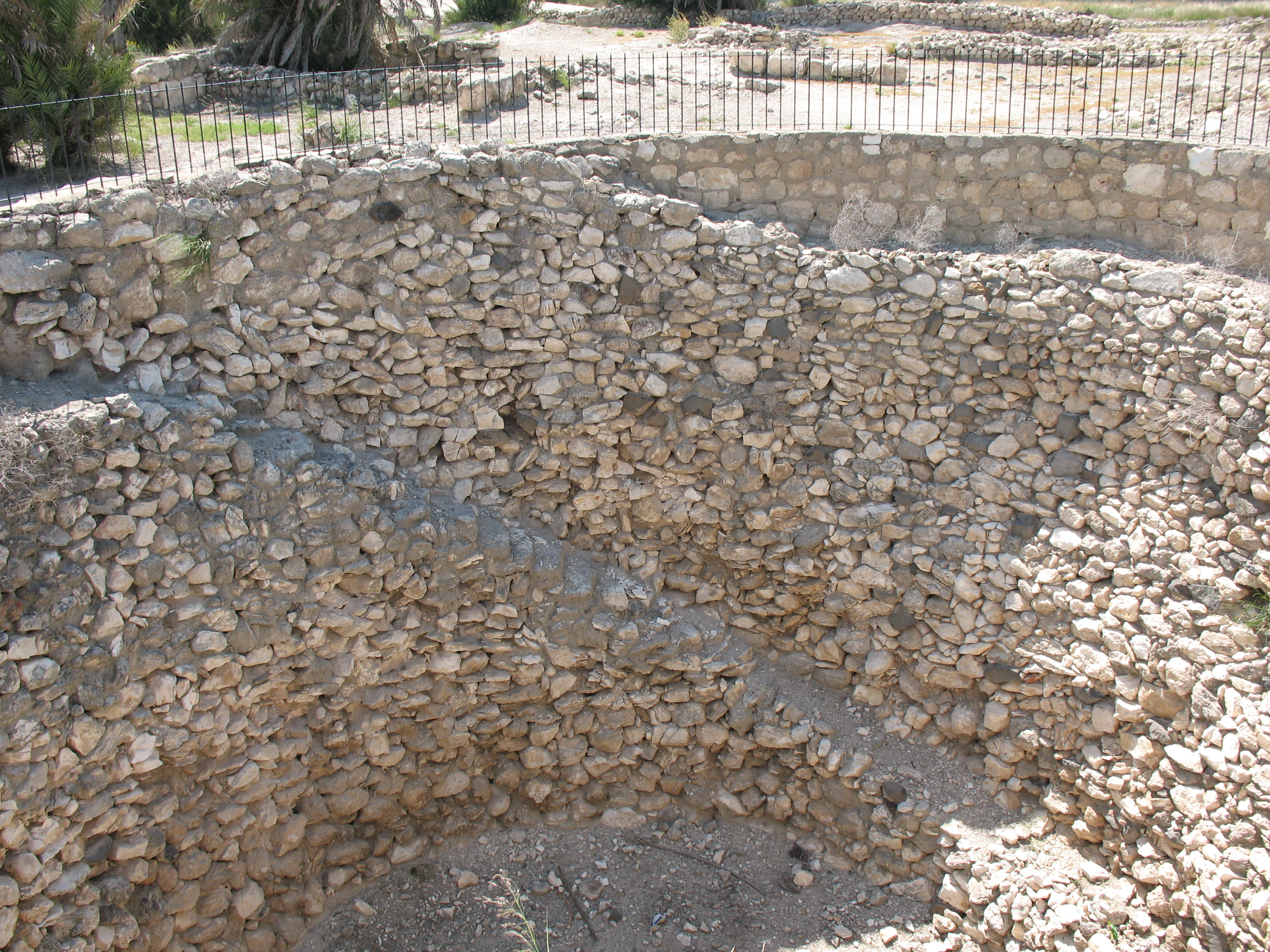
Spichlerz zbożowy w Megiddo
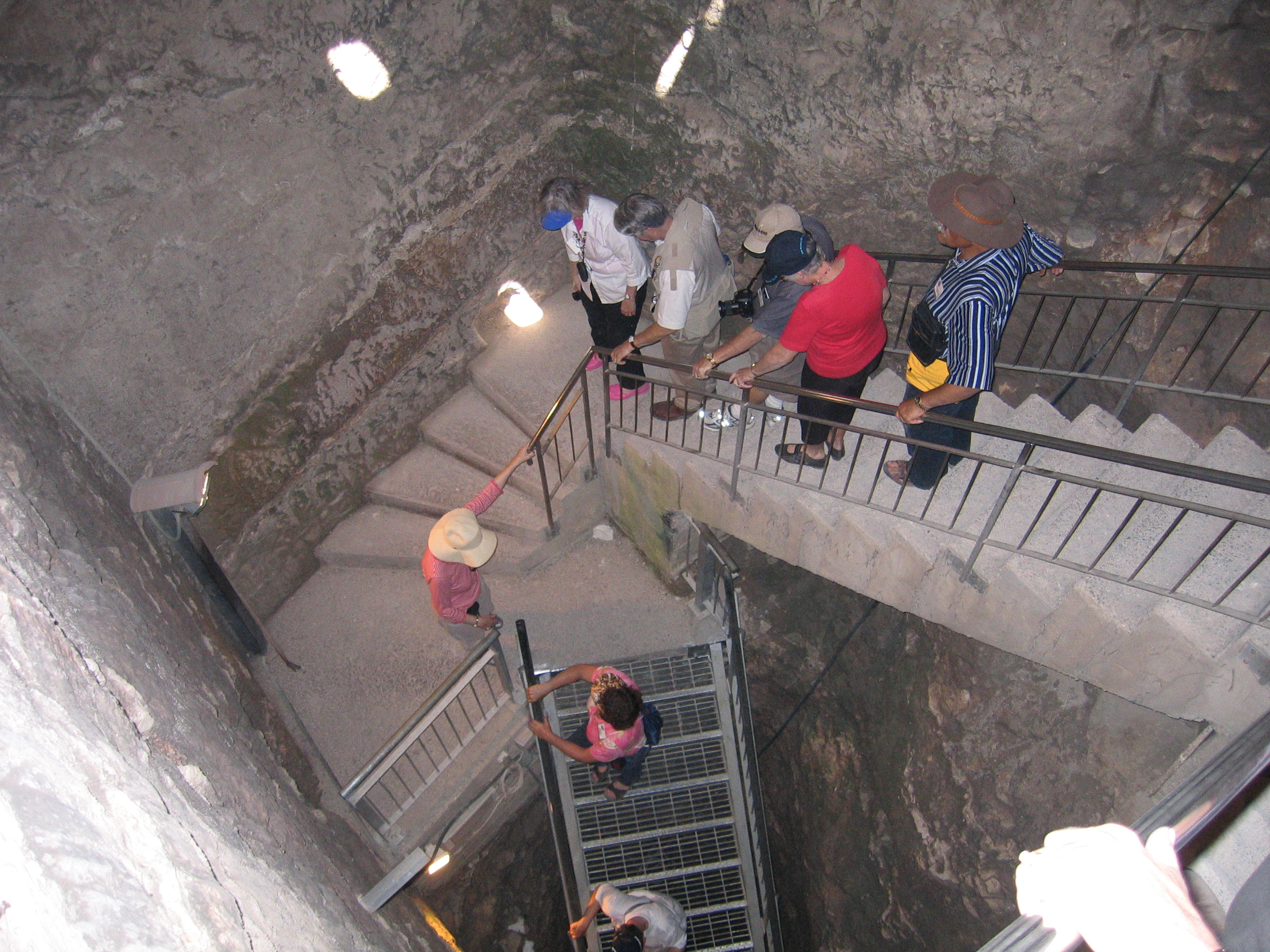
Zejście do podziemnego tunelu
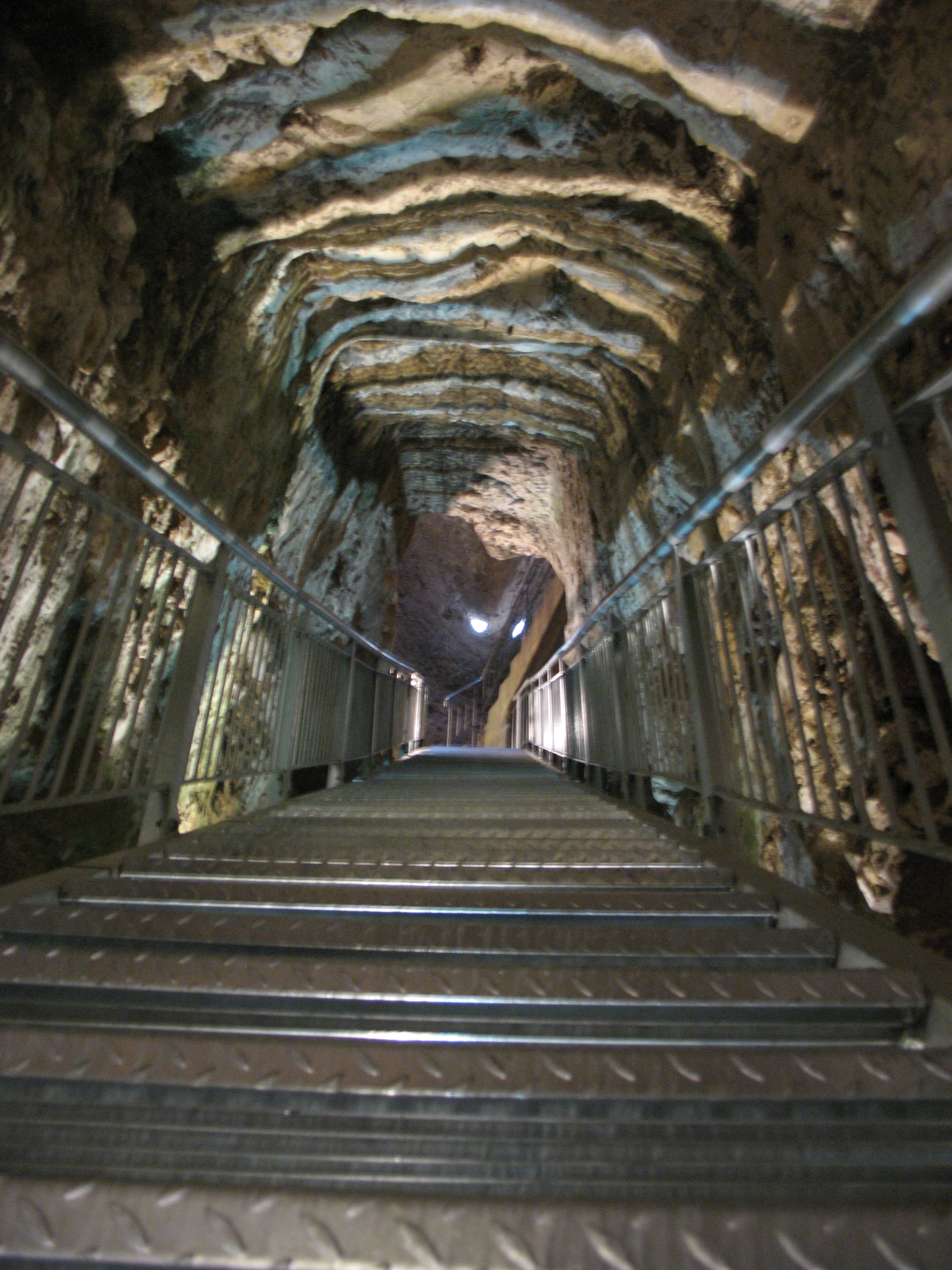
Podziemny tunel wodny
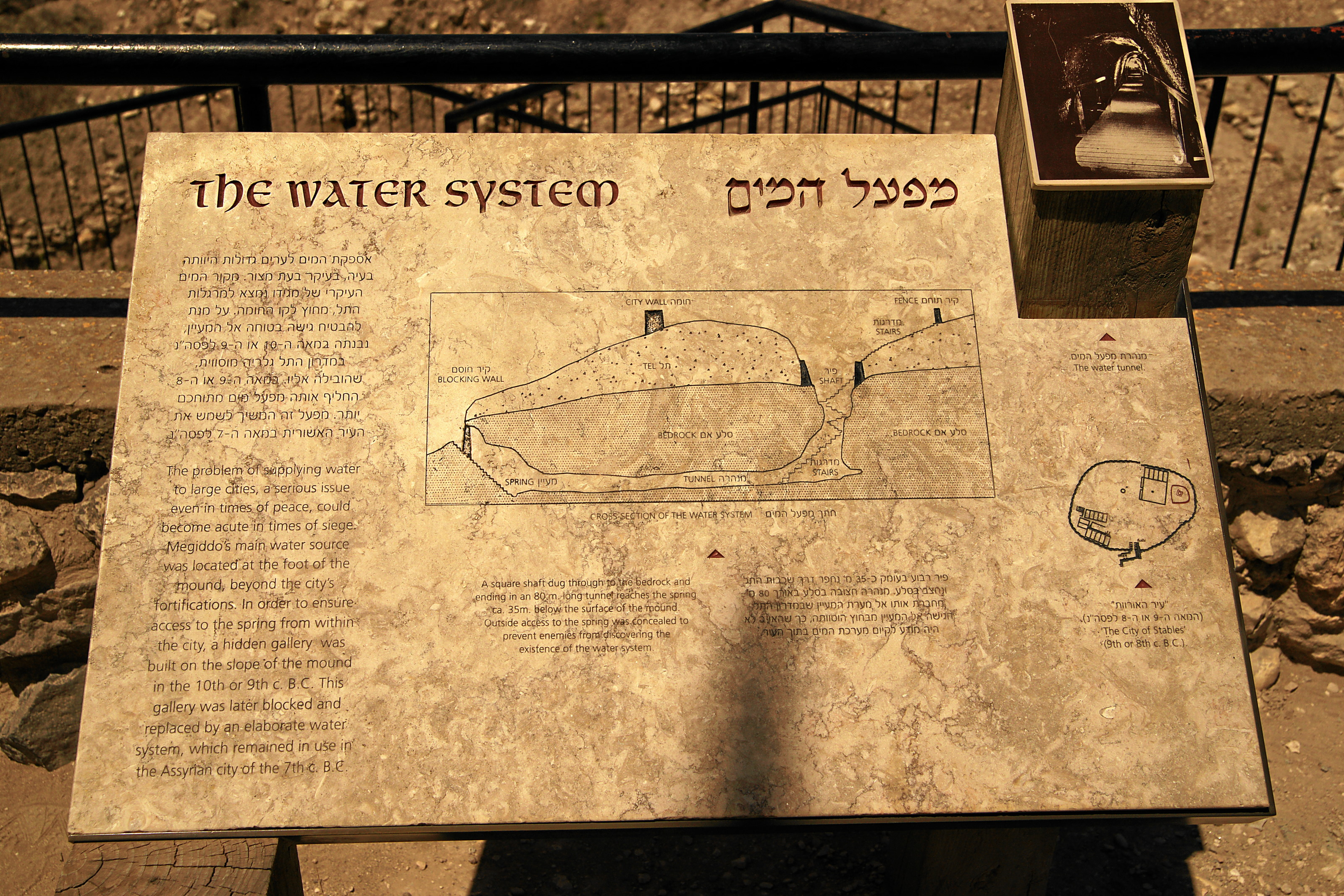
Tablica informacyjna z opisem systemu wodnego miasta
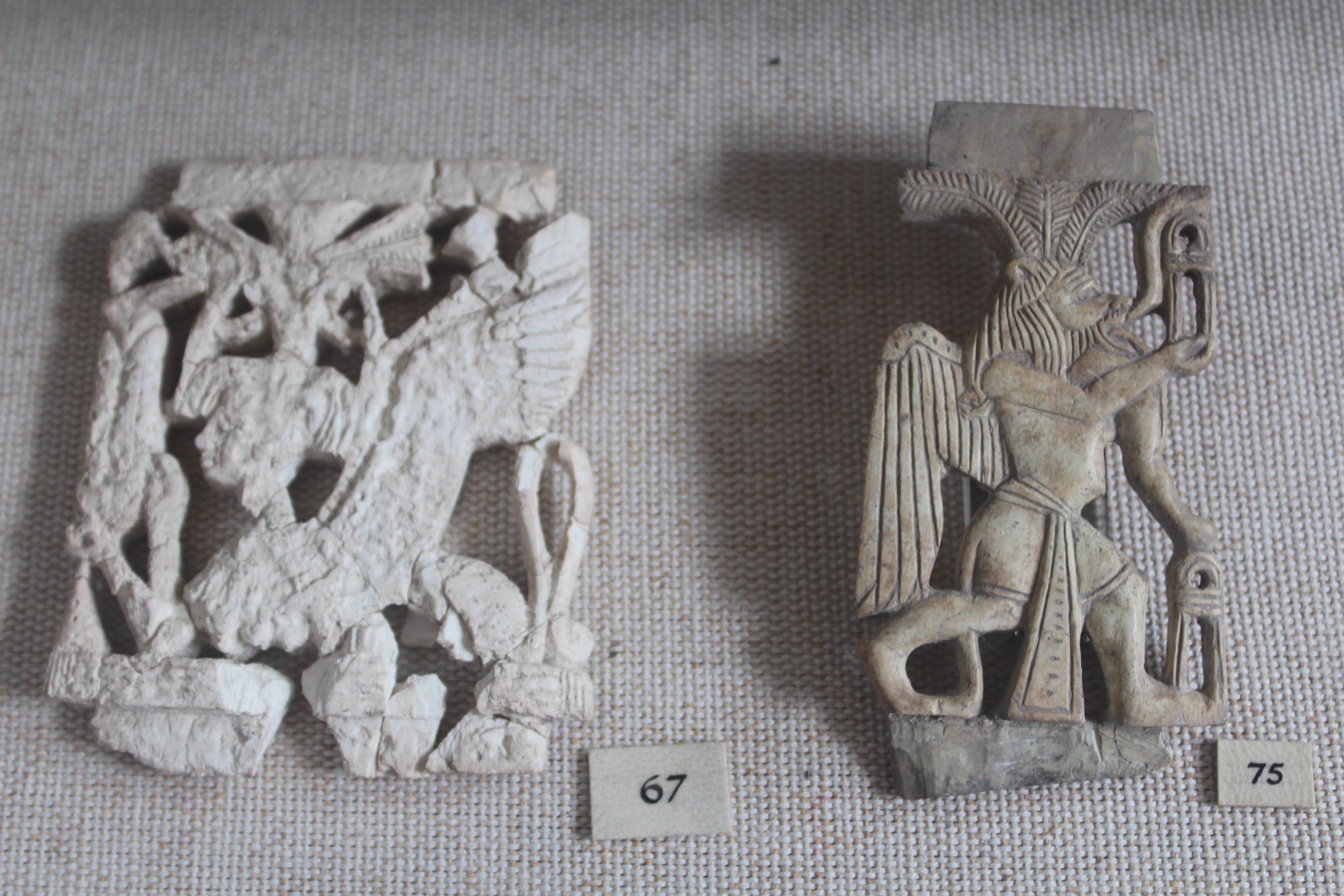
Artefakty znalezione w Megiddo
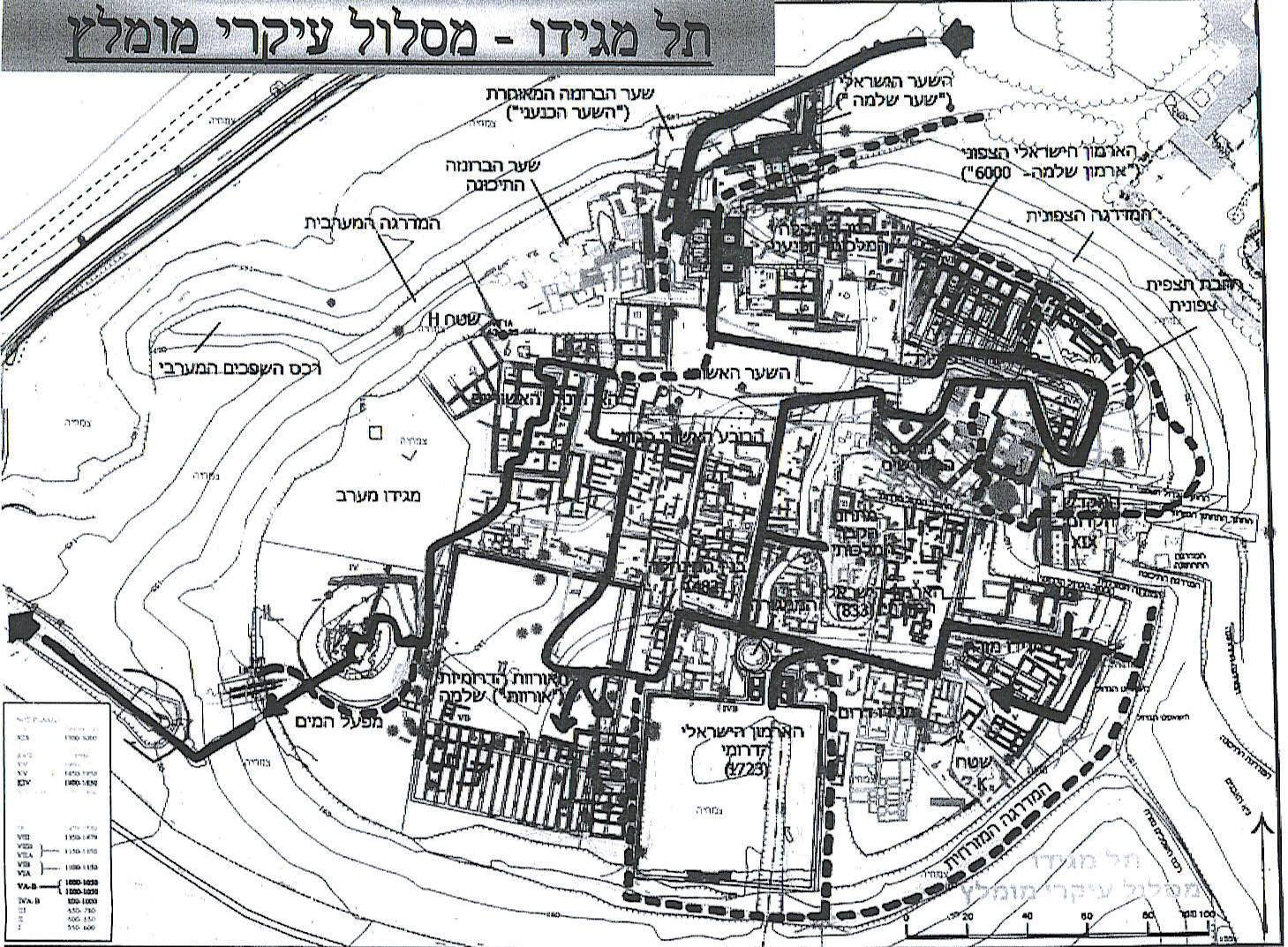
Mapa miasta Megiddo
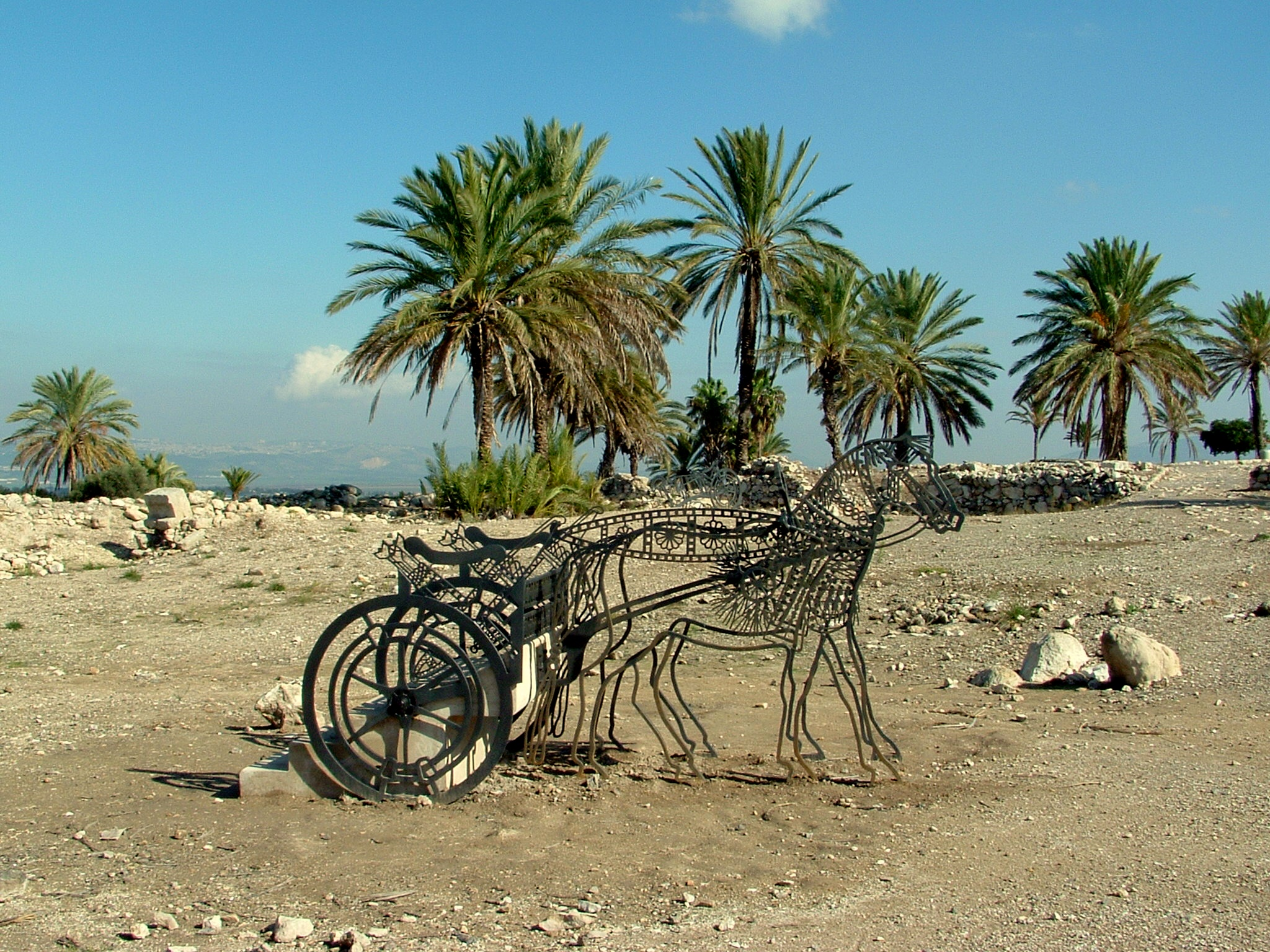
Nowoczesna rzeźba starożytnego rydwanu
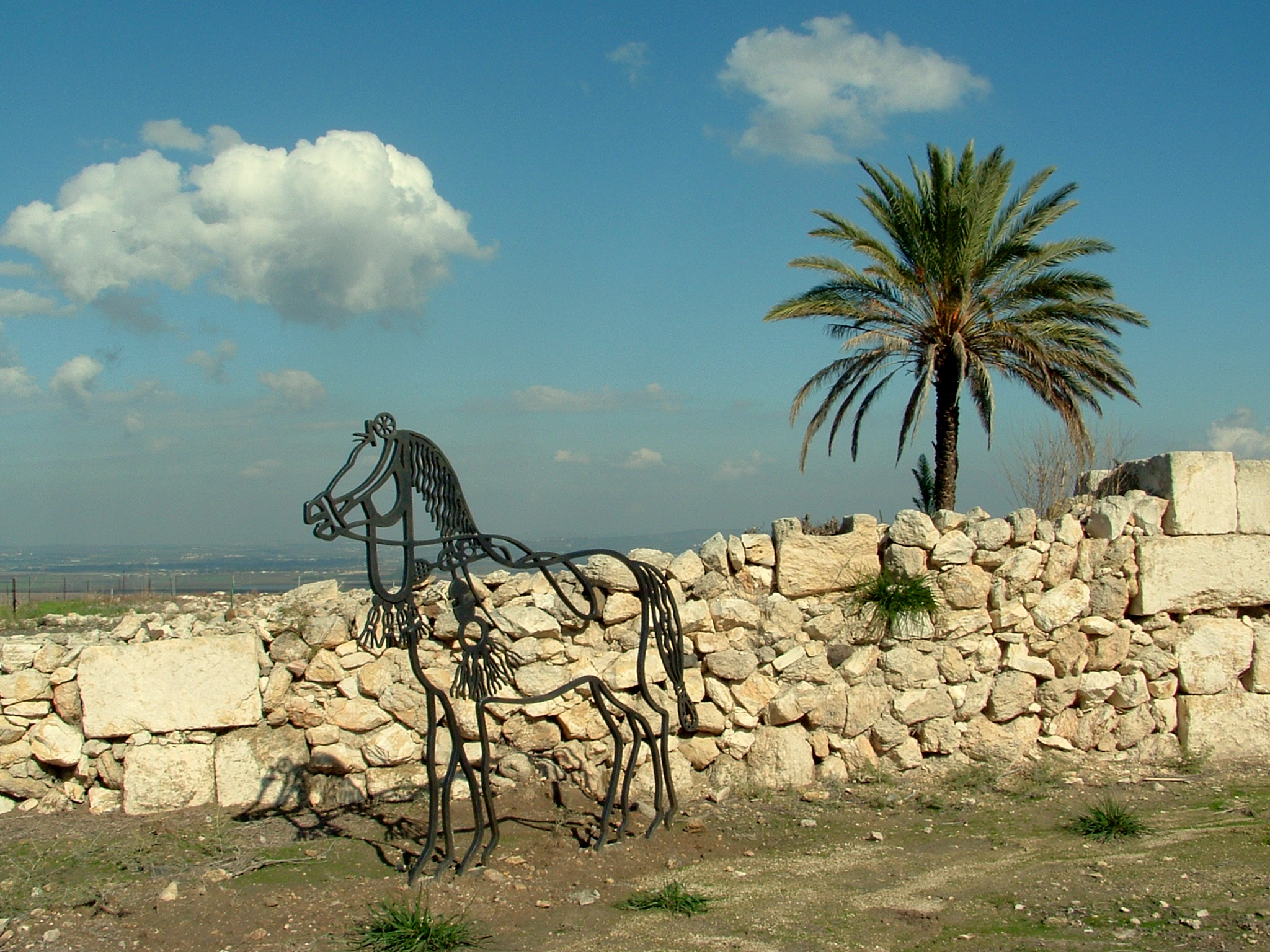
Nowoczesna rzeźba konia z tutejszej stajni
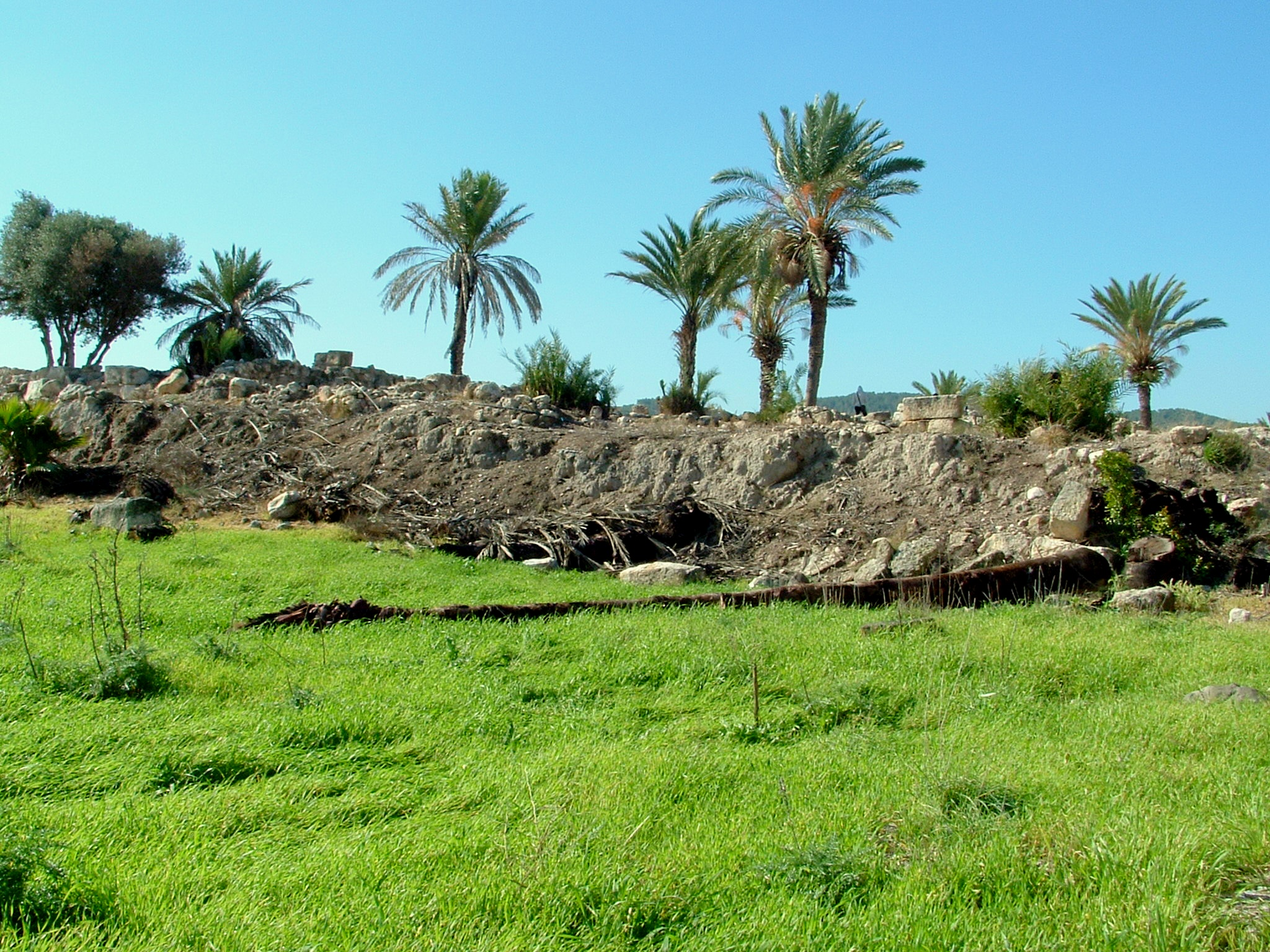
Park Narodowy Megiddo

### Park Narodowy
Park Narodowy Megiddo chroni cały obszar stanowiska archeologicznego Tell Megiddo. Można tu podziwiać ruiny starożytnego miasta, z pozostałościami domów, murów i bram miejskich. Przy zwiedzaniu pomocne są tablice informacyjne objaśniające co znajdowało się w zagłębieniach i pagórkach terenu. W tutejszym muzeum można zobaczyć makietę dawnego miasta oraz audiowizualną prezentacją.
Niezwykłym obiektem jest zachowany w całości system zaopatrywania miasta w wodę. Powstał on w IX wieku p.n.e. i składa się z 30-metrowego podziemnego szybu wykutego w litej skale, połączonego z 70-metrowej długości tunelem. Łączył się on z zamaskowanym systemem dostarczającym wodę z okolicznych strumieni i źródeł. W ten sposób woda była dostępna w mieście bez potrzeby wychodzenia na zewnątrz murów. System jest dowodem imponującej zaradności i wysokich umiejętności inżynierskich. Współcześnie tunelem nie płynie woda i można go zwiedzać.
Teren Parku jest dostępny dla zwiedzających przez cały rok. Czas zwiedzania wynosi około 1–2 godzin. Jest tutaj sklep z pamiątkami oraz bar. Teren jest dostępny dla osób niepełnosprawnych. Ze wzgórza roztacza się panorama na Dolinę Jezreel.

## Współpraca
Miejscowość partnerska:
- Ixelles, Belgia